# Virnja vas, Štalenska gora
Virnja vas (nemško Geiersdorf) je naselje v Občini Štalenska gora v Okraju Celovec-dežela na Koroškem v Avstriji.